# Tripyla punctata
Tripyla punctata is een rondwormensoort uit de familie van de Tripylidae.